# بول آدم (روائي إنجليزي)
بول آدم (بالإنجليزية: Paul Adam)‏ (1958)؛ روائي بريطاني. درس في جامعة نوتنغهام.